# Аніта Гартіґ
Аніта Гартіґ (рум. Anita Hartig; нар. 1983, Бистриця, Соціалістична Республіка Румунія) — румунська оперна співачка (сопрано). У 2006 році закінчила Музичну академію імені Георге Діма (Клуж-Напока).